# Aram Vardanyan
Aram Vardanyan es un deportista uzbeco que compite en lucha grecorromana.
Ganó una medalla de plata en el Campeonato Mundial de Lucha de 2019 y dos medallas de bronce en el Campeonato Asiático de Lucha, en los años 2016 y 2018.

## Palmarés internacional
| Campeonato Mundial  | Campeonato Mundial     | Campeonato Mundial | Campeonato Mundial |
| Año                 | Lugar                  | Medalla            | Categoría          |
| ------------------- | ---------------------- | ------------------ | ------------------ |
| 2019                | Nursultán (Kazajistán) | Medalla de plata   | 72 kg              |
| Campeonato Asiático |                        |                    |                    |
| Año                 | Lugar                  | Medalla            | Categoría          |
| 2016                | Bangkok (Tailandia)    | Medalla de bronce  | 66 kg              |
| 2018                | Biskek (Kirguistán)    | Medalla de bronce  | 72 kg              |